# Johan Odencrantz
Johan Odencrantz (tidigare Rhyzelius), född 25 december 1737 i Linköping, död där 25 juli 1804, var en svensk ämbetsman.

## Biografi
Johan Odencrantz föddes 1737 i Linköpings församling. Han var son till biskopen Andreas Olavi Rhyzelius och Catharina Ihre. Odencrantz blev 20 mars 1749 student vid Uppsala universitet. Han blev 21 juni 1757 auskultant i Göta hovrätt och från 21 juni 1758 extra ordinarie notarie vid hovrätten. Han blev vice ceremonimästare 18 juni 1762 och sekreterare i försäkringsöverrätten 29 juni 1762. Den 22 april 1773 blev han assessor i Göta hovrätt. Odencrantz blev 16 februari 1787 lagman i Kalmar läns och Ölands lagsaga och tilldelades 14 juli 1794 hovrättsråds namn, heder och värdighet. Den 14 juni 1800 blev han riddare av Nordstjärneorden. Odencrantz avled 1804 i Linköpings församling.

### Familj
Odencrantz gifte sig 23 augusti 1764 på Karlsjö i Alseda församling med Andréetta Fredrika Fröberg (1748–1803). Hon var dotter till löjtnanten Anders Leonard Fröberg vid Smålands kavalleriregemente och Margareta Fredrika Duse. De fick tillsammans barnen Anders Johan Odencrantz (1765–1770), Catharina Fredrika Odencrantz (1767–1772), överstelöjtnanten Carl Odencrantz (1768–1840), Brita Lovisa Odencrantz som var gift med lagmannen Carl Fredrik Hummelhielm, kaptenen Vilhelm Odencrantz (1774–1804), häradshövdingen Johan Fredrik Odencrantz (1776–1819), Anders Gustaf Odencrantz (1778–1855), hovrättsrådet Tor August Odencrantz (1782–1829) och Sigrid Vilhelmina Odencrantz (1787–1787).